# Karl Kärre
Karl Kärre, född 27 oktober 1885, död 17 juli 1960, var en svensk språkvetare och ämbetsman.
Karl Kärre blev filosofie doktor med avhandlingen Nomina agentis in Old English och var lektor i tyska och engelska i Karlstad 1918-22, därefter vid Norra realläroverket i Stockholm 1922-28, studierektor vid Sofi Almquists samskola 1925-28 samt undervisningsråd i Skolöverstyrelsen 1928-52. Han var tillförordnad generaldirektör i Skolöverstyrelsen 1947.
Karl Kärre har bland annat utgett Det engelska språket (1927).